# Mikołaj Kokozow
Mikołaj Kokozow (ur. 11 listopada 1911 w Dubnie, zm. 17 kwietnia 1964 w Warszawie) – polski architekt i wykładowca akademicki.

## Życiorys
Jego ojciec, Jerzy, był z pochodzenia Grekiem, urodzonym w Aleksandropolu w zachodniej Armenii. Był inżynierem i prowadził własne biuro budowlane. Natomiast matka, Maria z d. Kuszerowska, pochodziła z Krzemieńca. Miał starszego brata, Konstantego, który również był architektem.
Studia na Wydziale Architektury Politechniki Warszawskiej (PW) rozpoczął w okresie międzywojennym. Po agresji Niemiec na Polskę w 1939 wziął udział w kampanii wrześniowej. Następnie do upadku powstania warszawskiego przebywał w Warszawie.
W marcu 1945 razem z bratem rozpoczął pracę w Biurze Odbudowy Stolicy (BOS). Został projektantem w Wydziale Urbanistyki. W tym samym roku uzyskał na PW dyplom inż. architekta, a w kolejnym został asystentem w katedrze projektowania Wydziału Architektury PW. W 1957 otrzymał stanowisko adiunkta. W następnym roku – również z bratem – wszedł w skład złożonego z architektów pracujących w BOS zespołu projektowego „Pingwiny”. W 1959 grupa dołączyła do Centralnego Biura Projektów Architektonicznych i Budowlanych (późniejszego Miastoprojektu Stolica), a on sam objął także stanowisko kierownika pracowni modelowania na Wydziale Architektury PW. W 1964 na macierzystej uczelni uzyskał stopień doktora.

## Dokonania
- Pawilony wystawowe
  - Wystawa Ziem Odzyskanych we Wrocławiu
  - Międzynarodowe Targi Poznańskie
  - Wystawa Przemysłu w Moskwie
  - Wystawa Rolnicza w Lublinie
  - Targi w Płowdiw, Barcelonie i Mediolanie
- Budynek Centrali Ogrodniczej w Warszawie przy ul. Wilczej 38/40 (1950) – współautorzy: Stefan Hołówko, Tadeusz Iskierka, Konstanty Kokozow, Bogumił Płachecki i Jerzy Wasilewski
- Dom wielorodzinny Głównego Instytutu Pracy w Warszawie przy ul. Noakowskiego 8 (1950–1953) – współautorzy: Stefan Hołówko, Tadeusz Iskierka, Konstanty Kokozow, Bogumił Płachecki i Jerzy Wasilewski
- Stadion RKS Skra w Warszawie – współautor: Jerzy Wasilewski
- Rozbudowa stadionu KS Warta w Poznaniu

### Konkursy
- Projekt pawilonu „Społem” na Targach Poznańskich (1947) – współautorzy: Stanisław Pogórski, Kryszek i Zbigniew Solawa (IV nagroda)
- Projekt gmachów Ministerstwa Bezpieczeństwa Publicznego w Warszawie (1948) – współautorzy: Tadeusz Iskierka, Bogumił Płachecki i Jerzy Wasilewski (II nagroda równorzędna)
- SARP nr 165 – Projekt Powszechnego Domu Towarowego w Warszawie (1948) – współautorzy: Stefan Hołówko i Tadeusz Iskierka (zakupiony)
- Projekt Placu Centralnego w Warszawie (1953) – współautorzy: Konstanty Kokozow, Józef Łowiński, Leonard Tomaszewski i Jerzy Wasilewski (wyróżnienie równorzędne)
- SARP nr 232 – Projekt typowy szpitala powiatowego (1957) – współautorzy: Alicja Lachowicz i Zofia Eldring, współpraca: Wiesława Kossak, Henryka Olszówka, Anna Gronkowska i Edward Cel (wyróżnienie III stopnia równorzędne)